# Споменик совјетским војницима страдалим у нишком инциденту
Споменик совјетским војницима страдалим у нишком инциденту је новоизграђено спомен обележје са именима погинулих совјетских војника у нишком инциденту 7. новембра 1944 године, изграђен 2015. године испред Логора Црвени крст у Нишу, Спеменик је постављен на месту уклоњене некадашње пирамидалне плоче са уклесаним именима погинулих војника и њиховим посмртним остацима, након Титовог сукоба са Информбироом.

## Догађаји који су претходили спомен обележју
Повод за изградњу споменика био је Нишки инцидент — оружани сукоб између савезничких снага, Црвене армије и америчке авијације. Инцидент се догодио 7. новембра 1944. године, убрзо по ослобођању Ниша, у коме су биле смештене снаге Црвене армије и Народноослободилачке војске Југославије. Тога дана изненада је авијација САД напала град Ниш, а потом и колону возила Црвене армије која се кретала друмом Ниш — Алексинац.
Званична верзија америчких војних власти је да је дошло до грешке и пријатељске ватре.
Последице овог напада су неколико десетина мртвих и рањених међу војницима, али и међу цивилима. Материјална штета је такође била значајна. Убрзо је настала ваздушна борба у којој су оборена три америчка и три совјетска авиона.
Списак погинулих војника Црвене армије 7. новембра 1944. на путу од Ниша до Алексинца.
Официри
- КОТОВ ГРИГОРИЈ ПЕТРОВИЧ — Генерал-лајтнант, рођ. 1902. у Разанску
- НАЗДАРОВ АЛЕКСЕЈ МИХАИЛОВИЧ — Гардијски поручник, рођ. 1919. у Влкому
- НАУМОВ ГРИГОРИЈ НИКОЛАЈЕВИЧ — Гардијски мајор, рођ. 1898. у Уроженецу код Санкт Петерсбурга

Подофицири
- КОВАЛЕНКО СЕМЕНА ПИМЕНОВИЧ — Водник, рођ. 1901. у Алтабскипу
- КОЗЛОВ МИХАИЛ ИВАНОВИЧ — Водник-шофер, рођ. 1922. у Вологодскасу
- ЛАЗУТКИН СЕРГЕЈ ИВАНОВИЧОСТАПЕНКО НИКОЛАЈ ИВАНОВИЧ — Старији водник, рођ. 1921. у Сумскаји
- ПОМЕЛЈУК РОМАНА ПАНТЕЛЕВИЧ — Водник, рођ. 1911. у Виницкасу
- ФИЛАТОВ КОРНЕЈ УЛЈАНОВИЧ — Старији водник, рођ. 1898. у Смоленску
- ЧЕРНЕНКИЈ ФЕДОТ ФЕДОРОВИЧ — Млађи водник, рођ. 1922. у Свекаји

## Прво спомен обележје
Тела погинулих совјетских пилота у нишком инциденту у пратњи војника из 13. корпуса НОВЈ на свечаном чину сахране положена су у заједничку гробницу удаљену око 90 метара од главног улаза у некадашњи нацистички концентрациони логор на Црвеном Крсту, поред жичане ограде, која је делила логорску улазну стазу и суседну коњичку касарну „Стеван Синђелић”.
Ова локација је изабрана зато што су совјетски пилоти, по осолобођењу Ниша 14. октобра 1944. (због близине нишког аеродрома) били смештени у просторијама бившег логора на Црвеном крсту.
На гробном месту био је постављен споменик у виду пирамидалне плоче на којој је био уклесан текст следеће садржине:
ЛЕТЧИКИ — ИСТРЕБИТЕЛИ
Л-Т КРИВОНОГИХ — МЛ ЛТ ШИПУЛЈА
ДМИТИЈ — ВИКТОР
ПЕТРОВИЧ — МИТРОФАНОВИЧ

## Уклањање спомен обележја
Споменик погинулих совјетских пилота дуго време су обилазили грађани и сељаци Ниша и околине, полажући цвеће и венце, све до: 
| „ | ...избијања сукоба између Југославије и СССР-а, након доношења осуђујуће резолуције Информационог бироа против КПЈ и њеног политичког руководства. Након распламсавања сукоба са источноевропским земљама (1949) и окретања ка западним, почеле су прве принудне мере - брисање заслуга бораца Црвене армије у борбама за ослобођење Југославије | ” |

Почело се са уклањањем Стаљинових, Молотовљевих портрета и портрета истакнутих ратних генерала и маршала, а наставило се са уклањањем споменике и спомен-обележја палим црвеноармејцима. Тако се на удару нашло и спомен обележје погинулим Совјетима у нишком инциденту.

## Иницијатива за изградњу новог спомен обележја
Идеја да се нишки инцидент, достојно обележи једним пригодним спомеником, потекла је од историјског одељења Народног музеја у Нишу, поводом 70-те годишњице овог историјског догађаја. Историчари овог одељења до архивског материјала о првобитним гробним местима сахрањених совјетских пилота 7. новембра 1944. године дошли су након сређивања документације концентрационог логора на Црвеном крсту у Нишу. Мали број нишлија знао је да су погинули совјетски ваздухопловци сахрањени на улазу у сам логорски комплекс, и да су им Нишлије гробове одржавали све до почетка сукоба са Информбироом, када су они уклоњени и премештени у Јагодину.
Како би се шира руска јавност подробније упознала са овим догађајем историчари Народног музеја Небојша Озимић и Александар Динчић, у склопу своје свакодневне едукативне активности упознавали су људе са историјским дешавањима у прошлости, везеаним за нишки инцидент 1944. Након једног од предавања ових историчара, Српско-руски хуманитарни центар у Нишу изразио је жељу да се на истом месту (где су сахрањени совјетски пилоти) подигне споменик на којем ће бити исписана имена погинулих совјетских војника, и тако обнови спомен обележје посвећено свим жртвама нишког инцидента.
Редослед активности
Дана 14. октобра 2014. године, испред логорског комплекса Црвени Крст прво је положен камен-темељац за споменик посвећен погинулим војницима у нишком инциденту, са циљем да свечано буде откривен зна 70-ту годишњицу од победе над фашизмом и нацизмом у Европи. На позлаћеној спомен плочи, исписане су следеће речи:
| „ | „9. МАЈА 2015. ГОДИНЕ НА ОВОМ МЕСТУ БИЋЕ ОТКРИВЕН СПОМЕНИК У СЕЋАЊЕ НА ПОГИНУЛЕ СОВЈЕТСКЕ ВОЈНИКЕ 7. НОВЕМБРА 1944. ГОДИНЕ ЗА НЕЗАВИСНОСТ СРПСКОГ НАРОДА У БОРБИ СА ФАШИЗМОМ! | ” |

Новоизграђени споменик је свечано откривен 9. маја 2015. године, на Дан победе над фашизмом.

## Изглед споменика
Споменик тежак 38 тона направљен је од црвеног гранита. У облику је звонаре са месинганим звоном на врху и постаментом на коме је рељефна плоча са именима погинулих совјетских војника. 
- Спомен обележје страдалим црвеноармејцима у Нишу 7. новембра 1944.
- Споменички комплекс
- Натпис на споменику
- Постамент споменика